# Agostinho dos Santos
Agostinho dos Santos (São Paulo, 25 de abril de 1932 – Paris, 12 de julho de 1973) foi um cantor e compositor brasileiro. Seu maior sucesso foi cantando músicas da peça Orfeu da Conceição e depois do filme Orfeu Negro, como Manhã de Carnaval e Felicidade. Participou da apresentação de bossa nova no Carnegie Hall, em Nova Iorque (1962). Morreu em 1973, no trágico desastre aéreo do Voo Varig RG-820, nas imediações de Paris. 

## Biografia
Natural de São Paulo, foi crooner de orquestra, trabalhou nas rádios América e Nacional. Em 1955, foi para o Rio de Janeiro cantar com Ângela Maria e Sílvia Teles na Rádio Mayrink Veiga e gravou, no ano seguinte, o LP "Uma Voz e seus Sucessos", com músicas de Tom Jobim e Dolores Duran. Foi intérprete no filme Orfeu do Carnaval, de Marcel Camus, com trilha sonora de Tom Jobim e Vinicius de Moraes, que lhe rendeu dois grandes sucessos: "Manhã de Carnaval" (L. Bonfá/ Moraes) e "A Felicidade" (Jobim/ Moraes). Nos anos 50 e 60 ganhou prêmios e atuou como compositor, além de cantor. Participou do Festival de Bossa Nova no Carnegie Hall, em Nova Iorque (1962) com o conjunto de Oscar Castro Neves. Teve uma rápida passagem pelo rock'n'roll nos anos 50, gravando "Até Logo, Jacaré", versão de Julio Nagib para "See You Later, Alligator", de Bill Halley & His Comets. Excursionou pela Europa e morreu no acidente aéreo em Paris do Voo Varig RG-820 .

## Prêmios e indicações

### Troféu APCA
| Ano  | Categoria                       | Indicação            | Resultado |
| ---- | ------------------------------- | -------------------- | --------- |
| 1973 | Melhor Cantor de Música Popular | Agostinho dos Santos | Venceu    |